# Maria Madalena de Pazzi
Maria Madalena de Pazzi (Florença, 2 de Abril de 1566 – Florença, 25 de Maio de 1607) foi uma nobre italiana católica que se tornou freira da Ordem das Carmelitas da Antiga Observância e ficou famosa pelas suas revelações místicas.
Aos dezesseis anos foi admitida entre as freiras Carmelitas da Antiga Observância do Mosteiro de Santa Maria dos Anjos da sua cidade. A uma intensa vida espiritual aliou a observância dos votos religiosos e levou uma vida escondida de oração e abnegação. Pedia incessantemente pela reforma da Igreja Católica, e dirigiu as suas irmãs no caminho da perfeição. Indizíveis sofrimentos físicos e dura provação espiritual puseram à prova sua paciência.
Foi beatificada pelo Papa Urbano VIII no dia 8 de Maio de 1626 e canonizada pelo Papa Clemente IX a 28 de Abril de 1669.
A sua festa litúrgica é comemorada no dia 25 de Maio.

## Vida
Madalena de Pazzi nasceu em Florença, Itália, em 2 de abril de 1566. filha de Camillo di Geri de Pazzi, membro de uma das famílias nobres mais ricas e distintas do Renascimento Florença e Maria Buondelmonti. Ela foi batizada de Caterina, mas na família se chamava Lucrécia, por respeito à avó paterna, Lucrécia Mannucci.
Aos nove anos de idade, Madalena foi ensinado a meditar pelo capelão da família, usando um trabalho então publicado recentemente, explicando como se deve meditar na Paixão de Cristo. Anos depois, este livro foi um dos itens que ela trouxe para o mosteiro. Ela recebeu sua Primeira Comunhão aos 10 anos de idade e fez um voto de virgindade um mês depois. Ela experimentou seu primeiro êxtase quando tinha apenas doze anos, na presença de sua mãe. A partir de então, ela continuou a exibir o que considerava muitas experiências místicas variadas.
Em 1580, aos quatorze anos, Madalena foi enviada por seu pai para ser educada em um mosteiro de freiras da Ordem de Malta, mas logo se lembrou de se casar com um jovem nobre. Caterina aconselhou o pai sobre seu voto, e ele finalmente cedeu e permitiu que ela entrasse na vida monástica. Ela escolheu o mosteiro carmelita de Santa Maria degli Angeli, em Florença, porque a regra ali permitia que ela recebesse a Comunhão diariamente. Em 1583, ela foi aceita como noviça por essa comunidade e recebeu o nome religioso de irmã Maria Madalena. 

## Mística
Pazzi era novata há um ano quando ficou gravemente doente. Ao receber o hábito religioso, uma das irmãs perguntou como ela podia suportar tanta dor sem murmurar. Maria apontou para o crucifixo e disse:
Aqueles que lembram os sofrimentos de Cristo e que se oferecem a Deus por meio de Sua paixão, consideram suas dores doces e agradáveis.
A morte parecia próxima, então seus superiores a deixaram proferir votos religiosos em uma cerimônia privada, enquanto estava deitado em uma cama na capela. Imediatamente depois, ela caiu em um êxtase que durou cerca de duas horas. Isso foi repetido nas 40 manhãs seguintes, cada vez após a Comunhão.
Como salvaguarda contra o engano e para preservar as revelações, o confessor de Pazzi pediu que ela ditasse suas experiências a outras irmãs. Nos seis anos seguintes, cinco grandes volumes foram preenchidos. Os três primeiros registros de êxtase de maio de 1584 até a semana de Pentecostes do ano seguinte. Aquela semana em particular foi uma preparação para um julgamento de cinco anos que ela relata. O quarto livro registra esse julgamento, e o quinto é uma coleção de cartas sobre reforma e renovação. Outro livro, Admonitions, é uma coleção de seus ditos decorrentes de suas experiências na formação de mulheres em ordens religiosas.
Acreditava-se que Pazzi pudesse ler os pensamentos dos outros e prever eventos futuros. Por exemplo, durante um evento extático, ela previu a elevação futura ao papado do cardeal Alessandro de Medici (como Papa Leão XI). Durante sua vida, ela supostamente apareceu para várias pessoas em lugares distantes e curou várias pessoas doentes.
Madalena morreu em 25 de maio de 1607, aos 41 anos. Foi enterrada no coro da capela do mosteiro. Na canonização de 1668, seu corpo foi declarado milagrosamente incorrupto. Seu cadáver de relíquia está localizado no mosteiro de Maria Maddalena de 'Pazzi, em Careggi.

## Veneração

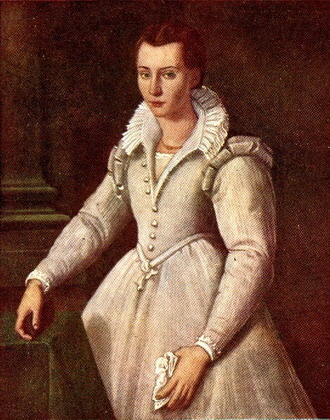
Santa Maria Madalena de Pazzi aos 16 anos por Santi di Tito (1583).

Alegadamente, numerosos milagres se seguiram à morte de Pazzi, e o processo para sua beatificação foi iniciado no ano de 1610, sob o Papa Paulo V, e concluído sob o Papa Urbano VIII, no ano de 1626. No entanto, ela não foi canonizada até 62 anos após sua morte, quando o Papa Clemente IX a elevou aos altares em 28 de abril de 1669. A igreja do Mosteiro de Pažaislis, encomendada em 1662 na Lituânia, foi uma das primeiras a ser consagrada em sua homenagem.
A santa é pouco conhecida fora da Itália, mas seu culto é muito forte, especialmente em Florença. A Paulist Press publicou uma seleção de seus escritos em tradução para o inglês em sua série de Clássicos da espiritualidade ocidental. Sua importância na Missão ao Oriente, especialmente em conexão com a Índia, é recentemente explorada.
Em 1670, um ano após a canonização de Madalena de Pazzi, o dia da festa da santa foi inserido no Calendário Romano Geral para comemoração em 25 de maio, o dia de sua morte. Em 1728, a data de 25 de maio foi atribuída ao Papa Gregório VII, e seu dia de festa foi transferido para 29 de maio, onde permaneceu até 1969, quando foi restaurado ao seu lugar original no calendário, como o verdadeiro aniversário de morte dela.
A psiquiatra Kathryn J. Zerbe escreveu que Pazzi sofria de anorexia mirabilis. Ela também exibiu sintomas comportamentais de bulimia.

## Obras literárias
Santa Maria Madalena de Pazzi escreveu vários livros, mas por enquanto ainda não estão traduzidos em português. Os seus escritos principais:
- Libro dei quaranta giorni (Livro dos quarenta dias);
- Libro dei colloqui (Livro dos colóquios);
- Libro delle rivelazioni e intelligenze (Livro das revelações e inteligência);
- Libro della prova (Livro da provação);
- Libro del rinnovamento della Chiesa (Livro da renovação da Igreja);
- Ammaestramenti (Ensinamentos);
- Avvisi (Avisos).